# Juan Carlos Casas
Juan Carlos Casas (1928, Buenos Aires, Argentina - 23 de junio de 2020, Ibídem) fue un actor argentino conocido por su participación en películas cómicas de los años 70 y 80 al lado de Alberto Olmedo.
Padre de Fabián Casas, periodista y escritor argentino.

## Trayectoria
Casas fue asistente de Alberto Olmedo desde 1965 y hasta la muerte del reconocido actor en 1988. Compartió con él créditos en varias películas durante los años 70 y 80.
Participó también en televisión y en teatro de la mano de Homero Cárpena.
Desarrolló un personaje propio, El Payaso Mamarracho -bautizado así por el actor Fidel Pintos- con que realizó espectáculos y eventos infantiles durante muchos años.

### Cine
Marc, la sucia rata (2003)
El profesor Punk (1988)
Camarero nocturno en Mar del Plata (1986)
Las minas de Salomón Rey (1986)
Los reyes del sablazo (1984)
No habrá más penas ni olvido (1983)
Los extraterrestres (1983)
Los fierecillos se divierten (1983)
Luz - Cama - Acción (1982)
Las mujeres son cosa de guapos (1981)
Amante para dos (1981)
Te rompo el rating (1981)
A los cirujanos se les va la mano (1980)
El pibe cabeza (1975)

### Televisión
No toca botón (1981-1987)
El Chupete (1972-1976)
El capitán Piluso (1960-1969)

### Teatro
Deliciosamente amoral (1970)

## Fallecimiento
Casas falleció el 23 de junio de 2020 en Buenos Aires, Argentina a los 92 años de edad.